# Taxi 4
Taxi 4 je francouzský film režiséra Gérarda Krawczyka z roku 2007, volné pokračování filmu Taxi 3 z roku 2003.

## Děj
Děj se odehrává během fotbalového pobláznění z mistrovství světa. Daniel i Emilián jsou otcové a jejich synové hrají fotbal. Daniel má navíc nové rychlejší Taxi (Peugeot 407). Komisař má problémy s výslechem extra nebezpečného mafiána. Při výslechu dokonce omdlí a jeho podřízení lupiče propustí. Ten se ukryje v Monte Carlu. S Danielovou pomocí se ale policii podaří nebezpečného lupiče znovu uvěznit.